# HBO 2 (Polen)
HBO 2 ist der zweite Kanal der polnischen HBO-Familie. Er startete am 1. Dezember 2002.

## Geschichte
Der Sender startete am 1. Dezember 2002 und war damals nur im Kabelfernsehen empfangbar. Ein paar Jahre später war er auch über Satellit bei nc+ und Cyfrowy Polsat empfangbar. Seit dem Frühling 2009 werden manche Sendungen auf HBO 2 in 16:9 aufgelöst. Seit 2001 wird offiziell alles auf HBO 2 in 16:9 ausgestrahlt. Am 7. Mai 2011 startete die HD-Auflösung des Senders. Die Schwestersender sind HBO und HBO 3, mit Kooperation von Cinemax und Cinemax 2.